# صغر الفم
صغر الفم Microstomia شذوذ في النمو يظهر فيه الفم اصغر من حجمه الطبيعي حيث تبدو فتحة الفم عمودية بدل من أفقيه. (micro- يعني  دقيق  شكلا ويجمع بين معنى صغير -stomia تعني الفم وهو إشارة مرضية التلازمات القحفية الوجهية وتشمل متلازمة فريمان-شيلدون أو متلازمة شيلدون هول (أو اعوجاج المفاصل الخلقي المتعدد البعيد). وقد تظهر مع ميزة صفر الوجه، كذلك، كما هو الحال في متلازمة فريمان-شيلدون.
ان للفم وظائف عديدة جدا ومتنوعة كالشرب، الاكل، المص، الكلام، الغناء، التصفير، النفخ، التدخين، ومشاركته بتعابير الوجه. ان العيوب الأكثر انتشارا في اداء الفم بما في ذلك صغر الفم (Microstomia) 
متلازمة صغر الفم و صغر الوجه النصفي(Hemifacial Microsomia). و يتوقع أن طفلا واحد يولد بهذه المتلازمة لكل 300 إلى 500 حالة ولادة طبيعية.ز تصيب الذكور بنسبة 3:2 بنسبة للإناث. و اشتهر بين الأطباء أن من لديه متلازمة جولدنهار يكون لدية كيس جلدي في العين(dermoids). و من كان لديه متلازمة صغر الفم و صغر الوجه النصفي فان نصف الوجه هو المتأثر بالمرض والنصف الأخر سليم.
صغر الفم يمثل مشكلة لأطباء الأسنان كبيرة، لأن الفم الصغير أصعب المجالات التي يمكن أن يتحرك فيها الطبيب المعالج، وصغر فتحه الفك تعيقه عن كثير من مهامه.
وكثيرا ما تؤدي الحروق العميقة في الوجه والشفتين إلى تشكيل ندبا وانكماش الأنسجة حول الفم مع انخفاض ملحوظ في قدرة المريض على فتح فمه. يميل الفم إلى أن يتحول إلى، جامد، الهيكل الذي لا يلين المجعد، يشبه الفم شبه الصلب فم الأسماك. في أغلب الأحيان يكون سبب الحروق بالكهرباء أو النيران، وأقل كثيرا من المواد الكيميائية. التشوه الناجم عن صغر الفم مؤلم على حد سواء للمريض وعائلته. بالإضافة إلى ذلك، هناك خسارة الوظائف الجسيمة، فإنه من المستحيل عمليا أن تبتسم